# Тулайково
Тулайково — посёлок в Ершовском районе Саратовской области России. Входит в состав муниципального образования город Ершов.

## География
Посёлок находится в восточной части Саратовской области, в степной зоне, в пределах Сыртовой равнины, на правом берегу реки Малый Узень и на юго-западном берегу пруда Питомник, на расстоянии примерно 2 километров (по прямой) к северо-западу от города Ершов, административного центра района. Абсолютная высота — 98 метров над уровнем моря.

## История
До 1984 года населённый пункт был известен как посёлок «Опорный пункт». Указом Президиума Верховного совета РСФСР от 19 октября 1984 года посёлку было присвоено современное название.

## Население
| 2002 | 2010 |
| ---- | ---- |
| 473  | ↘418 |

Гендерный состав
По данным Всероссийской переписи населения 2010 года в гендерной структуре населения мужчины составляли 45,5 %, женщины — соответственно 54,5 %.
Национальный состав
Согласно результатам переписи 2002 года, в национальной структуре населения русские составляли 88 %.

## Улицы
Уличная сеть посёлка состоит из десяти улиц и одного переулка.